# Marcus Jastrow

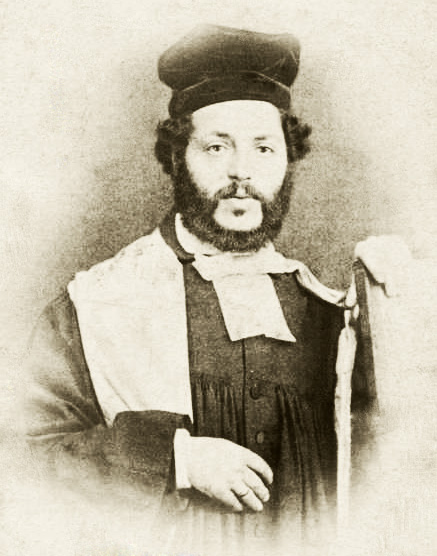
Marcus Jastrow

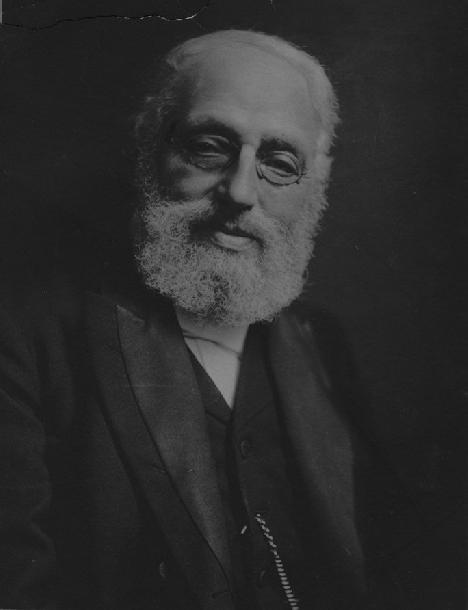
Marcus Jastrow

Marcus Jastrow (auch Marcus Mordechai Jastrow; geboren am 5. Juni 1829 in Rogasen, Preußen; gestorben am 13. Oktober 1903 in Germantown, Philadelphia) war Rabbiner in Warschau, Worms und Philadelphia, ein bedeutender Talmudist und an der Erstellung der Jewish Encyclopedia beteiligt. Heute ist er vor allem noch bekannt durch sein Dictionary of the Targumim, the Talmud Babli and Yerushalmi, and the Midrashic Literature, das immer noch im Druck erhältlich ist.

## Leben
Geboren als fünftes Kind von Abraham Jastrow und Henrietta Rolle, wurde Jastrow in seiner Jugend zunächst bis 1840 privat unterrichtet. Von 1843 bis 1852 besuchte er das Friedrich-Wilhelm-Gymnasium in Posen. Nach seinem Abschluss ging er nach Berlin, um unter den Berliner Rabbinern den Talmud zu studieren. Am meisten Einfluss hatte Michael Sachs. 1855 erlangte er die Doktorwürde an der Universität in Halle mit der Schrift De Abraham ben Meïr Aben Esræ Principiis Philosophiæ. 1857 erlangte er die rabbinische Autorisierung von Rabbiner Moses Feilchenfeld (1794–1872) aus Rogasen und von Wolf Landau aus Dresden. Er unterrichtete in der Schule der Berliner Versammlung unter der Leitung von David Rosin.

## Tätigkeit in Warschau und Deutschland
Jastrow wurde auf Empfehlung von Heinrich Graetz als Prediger nach Warschau an die Deutsche Synagoge in der Daniłowiczowska Straße berufen, wodurch er sich mit der polnischen Sprache und Situation beschäftigte. Beim Januaraufstand in Warschau gegen die russische Regierung starben am 27. Februar 1861 fünf Menschen bei einem russischen Militäreinsatz. Die Beerdigung wurde zu einer politischen Demonstration, an der sich auch die „Brüder des Alten Testaments“ als Gemeinschaft beteiligten.
Obwohl es Sabbat war, nahmen drei Rabbiner inklusive Jastrow an den Trauerfeiern teil. Bei der Gedenkfeier in der Synagoge hielt Jastrow seine erste polnische Predigt. Diese fand großen Anklang, so dass die Zuhörer am Sonntag ein zweites Mal zusammenkamen und die Predigt als Diktat aufschrieben. Unter Umgehung der Zensur wurden zehntausend handgeschriebene Kopien in einer Woche verbreitet. Jastrow und die beiden anderen Rabbiner wurden am 10. November 1861 verhaftet. Jastrow war zunächst 23 Tage in Einzelhaft, danach verbrachte er 27 Tage zusammen mit Rabbiner Dow Ber Meisels in einer Zelle. Als preußischer Staatsbürger wurde er am 12. Februar 1862 entlassen und des Landes verwiesen.
Jastrow verbrachte den Rest des Jahres 1862 mit seiner Familie in Breslau, Berlin und Dresden. Im Herbst sagte er einem Ruf nach Mannheim zu, aber er war dort nur drei Monate. Seine Ausweisung wurde widerrufen und im Januar 1863 ging er wieder nach Warschau. Kurze Zeit später begann mit dem Januaraufstand die Revolution in Polen. Während Jastrow auf einer Reise in Berlin war, verweigerte der Preussische Staat ihm den Pass, so dass er nicht nach Warschau zurück konnte. Jastrow folgte 1864 einem Ruf nach Worms als Bezirksrabbiner, in dieser Zeit veröffentlichte er Vier Jahrhunderte aus der Geschichte der Juden von der Zerstörung des Ersten Tempels bis zur Makkabäischen Tempelweihe. In Worms kam es zu Spannungen mit der Gemeinde und es wurde eine polizeiliche Untersuchung angestellt, daher war ihm das Angebot einer Stellung in den USA sehr willkommen.

## Tätigkeit in Philadelphia
1866 zog Jastrow nach Philadelphia als Rabbiner der deutsch-hebräischen Versammlung Rodeph Shalom. Leiter und Kantor der Gemeinde war zu der Zeit Jacob Fränkel (1808–1887), der 1862–1865 auch erster offizieller Militärrabbiner der Vereinigten Staaten von Amerika war. In dieser Gemeinde war Jastrow aktiv im Dienst bis 1892 und blieb ihr zeitlebens verbunden. In dieser Zeit beschäftigte man sich mit organisatorischen Fragen. In den Oststaaten drängte Isaac Leeser und im Westen Isaac Mayer Wise dazu, sich zu organisieren. Dabei ging es um höhere Ausbildung, Repräsentation und die Regelung liturgischer Veränderungen, wobei Jastrow ein Faktor bei der Behandlung dieser Probleme wurde.
Mit Hilfe von Isaak Leeser wurde 1867 in Philadelphia das Maimonides College eröffnet. Dort hielt Jastrow den Lehrstuhl für religiöse Philosophie und Jüdische Geschichte und später auch noch für biblische Exegese. Er war ein Aushängeschild des Colleges, bis dieses wieder geschlossen wurde. In den Jahren 1867 bis 1871 wandte er sich gegen bestimmte Tendenzen, die in den Resolutionen der rabbinischen Konferenzen 1869 und 1871 zum Ausdruck kommen. Er veröffentlichte dazu eine Reihe von polemischen Artikeln in The Hebrew Leader und The Jewish Times.
Zur selben Zeit überarbeitete er Benjamin Szolds Gebetbuch Abodat Yisrael und das Hegyon Leb und die Übersetzung davon ins Englische. In seiner eigenen Versammlung bewirkte er Wachstum und Stabilität. In der allgemeinen jüdischen Gemeinschaft nahm er Teil in der Formung und Neuorganisation von Gesellschaften.
1876 wurde Jastrow ernsthaft krank, so dass er für einige Jahre kaum in die Öffentlichkeit konnte und in den Süden Europas reiste. In dieser Zeit wuchs der Plan für sein großes Werk A Dictionary of the Targumim, the Talmud Babli and Yerushalmi, and the Midrashic Literature. Im Vorwort nennt er das Neuhebräische und chaldäische Wörterbuch von Jacob Levy, das Arukh und das Lexicon Hebraicum et Chaldaicum von Johann Buxtorf dem Älteren als seine Grundlagen. Das Wörterbuch wurde 1895 mit dem ersten Band und dann 1903 komplett in zwei Bänden veröffentlicht und erfuhr zahlreiche im Kern unveränderte Nachdrucke in einem oder zwei Bänden. Es ist bis heute ein Standardwerk auf diesem Gebiet.
Das Manuskript zum Dictionary wurde gegen 1895 langsam fertig, als die Jewish Publication Society of America eine neue Bibelübersetzung ins Englische ins Auge fasste und Jastrow die Hauptherausgeberschaft übertrug. Bis zu seinem Tode schaffte er die Revision von mehr als der Hälfte der Bücher. Von ihm stammte außerdem die Übersetzung für das Buch Ijob. Zusätzlich zu diesen beiden großen Projekten war er ein Mitglied des Veröffentlichungskomitees der Jewish Publication Society, seit diese eingerichtet wurde. Er war beteiligt an der Jewish Encyclopedia als Herausgeber der Teile, die den Talmud betreffen.
Er spielte eine wichtige Rolle in der Jewish Ministers’ Association und war führendes Mitglied der Alliance Israélite Universelle in Paris, war im Meḳiẓe Nirdamim, einer der Vizepräsidenten der American Federation of Zionists, und unterstützte russische Immigranten in die USA materiell und intellektuell.
Im Jahr 1900 erhielt er einen Doktor für Literatur von der Universität von Pennsylvania.
Jastrow war verheiratet mit Berta Jastrow geb. Wolfsohn und hatte von ihr sieben Kinder, davon zwei bekannte Söhne Joseph Jastrow und Morris Jastrow jr. (1861 bis 1921), Professor der Assyriologie in Philadelphia. Beide schlugen keine religiösen Laufbahnen ein.

## Werke
Artikel von ihm erschienen in Revue des Etudes Juives; Zacharias Frankels Monatsschrift für Geschichte und Wissenschaft des Judentums; Berliner’s Magazin für die Wissenschaft des Judenthums; Sippurim; Journal of Biblical Literature; Hebraica; Young Israel; Libanon; Jewish Record; Jewish Messenger; American Hebrew; Jewish Exponent.
- Die Lage der Juden in Polen (anonym; Hamburg, 1859);
- Kazania Polskie, (Posen, 1863); polnische Predigten
- Die Vorläufer des Polnischen Aufstandes (anonym; Hamburg, 1864).
- Wahrscheinlich hatte er bedeutenden Anteil an der Schrift Beleuchtung eines Ministeriellen Gutachtens (Hamburg, 1859 [?]). Juli 1864,
- Vier Jahrhunderte aus der Geschichte der Juden, von der Zerstörung des ersten Tempels bis zur makkabäischen Tempelweihe, in 12 Vorlesungen.(Heidelberg, 1865). Digitalisat auf Google Books
- Jastrow’s Thanksgiving Sermon at Rodeph Shalom, November 26, 1866 - Google Books
- A Dictionary of the Targumim, the Talmud Babli and Yerushalmi, and the Midrashic Literature (London and New York, 1886–1903) A Dictionary of the Targumim …, Band I (PDF; 58 MB) etana.org; Band II (PDF; 184 MB) etana.org
- Songs and prayers and meditations for divine services of Israelites. Compiled by B. Szold … translated from the German by M. Jastrow. Philadelphia 1873, Textarchiv – Internet Archive.